# Rahim Ayew
Abdul Ibrahim „Rahim” Ayew (ur. 16 kwietnia 1988 w Tamale) – ghański piłkarz grający na pozycji środkowego pomocnika.

## Kariera klubowa
W latach 2000–2002 Ayew uczęszczał na Adisadel College, gdzie grał w drużynie piłkarskiej. W 2002 roku został zawodnikiem klubu Nania FC, w którym funkcję prezesa pełni jego ojciec Abédi Pelé. W 2005 roku awansował do kadry pierwszej drużyny i wtedy też zadebiutował w jego barwach w pierwszej lidze ghańskiej. W 2008 roku odszedł z Nanii do Sekondi Eleven Wise i w drużynie tej występował przez jeden sezon.
W połowie 2009 roku Ayew został zawodnikiem egipskiego klubu Zamalek SC z Kairu, z którym w sezonie 2009/2010 wywalczył wicemistrzostwo Egiptu. W styczniu 2011 przeszedł do belgijskiego Lierse SK. W Eerste klasse zadebiutował 29 stycznia 2011 w wygranym 1:0 meczu z Charleroi.
W 2013 roku wrócił do Ghany, gdzie został graczem klubu Asante Kotoko SC. W sezonie 2013/2014 zdobył z nim mistrzostwo oraz puchar Ghany. W 2016 roku odszedł do gibraltarskiej Europy. W debiutanckim sezonie 2016/2017 wywalczył z nią mistrzostwo Gibraltaru.

## Kariera reprezentacyjna
W reprezentacji Ghany Ayew zadebiutował 18 listopada 2009 roku w zremisowanym 0:0 towarzyskim spotkaniu z Angolą. W 2010 roku został powołany do kadry na Puchar Narodów Afryki 2010.

## Życie prywatne
Bracia Rahima, André i Jordan, także są piłkarzami. Ojciec Rahima, Abédi Pelé, także był piłkarzem i rozegrał 73 mecze w kadrze narodowej. W reprezentacji Ghany grał też stryj Rahima, Kwame Ayew.